# Falcó selvàtic encaputxat
El falcó selvàtic encaputxat (Micrastur mirandollei) és una espècie d'ocell rapinyaire de la família dels falcònids (Falconidae) que habita la selva humida de Costa Rica, Panamà, oest i sud-est de Colòmbia, sud de Veneçuela, Guaiana, est del Perú, centre de Bolívia i Brasil amazònic i oriental. El seu estat de conservació es considera de risc mínim.